# Palaeotringa
Palaeotringa — рід викопних птахів незрозумілого систематичного положення. Більшість дослідників відносять його до родини Graculavidae ряду Сивкоподібні (Charadriiformes). Відомо 3 знахідки у штаті Нью-Джерсі (США), які відносять до двох видів:
- Palaeotringa littoralis
- Palaeotringa vagans

Ці птахи мешкали на межі крейдяного періоду і палеоцену і вели навколоводний спосіб життя.